# Evangelische Gemeinde zu Düren
Die Evangelische Gemeinde zu Düren ist mit etwa 20.000 Gemeindegliedern die mitgliederstärkste Kirchengemeinde der Evangelischen Kirche im Rheinland. Sie umfasst ein Gebiet das weit über die Stadt Düren hinausreicht und die Kommunen Kreuzau, Nideggen, Vettweiß, Nörvenich, Buir, Merzenich, Niederzier, Schlich, Kleinhau u. a. mit einschließt. Die Gemeinde hat neun Pfarrstellen, über 200 Mitarbeitende insbesondere im sozial-diakonischen Bereich. Sie gehört zum Kirchenkreis Jülich.

## Geschichte
Bereits seit 1572 sind die ersten evangelischen Christen in Düren belegt. Dennoch gilt das „Dürener Reversal“ von 1609 als die „Gründungsurkunde“ der Evangelischen Gemeinde: Durch diesen Erlass änderte sich die Situation für die Anhänger der Reformation insbesondere calvinistischer Prägung grundlegend. Nach dem Tod von Johann Wilhelm, dem letzten Herzog der Vereinigten Herzogtümer Jülich-Kleve-Berg, fielen die Herzogtümer mangels eigener Nachfolger an evangelische Landesherren in Brandenburg und der Pfalz. Diese garantierten den Katholischen ebenso Religionsfreiheit wie sie sie nun den Evangelischen gewährten. Im „Dürener Reversal“ von 1609 wird ihnen zugesichert, dass auch „anderen im Reich zugelassenen Religionen auf ihr Verlangen dergleichen exercitia [Gottesdienste] anzurichten nicht verweigert“ werde. Der erste „öffentliche“ Gottesdienst wurde dann 1609 im Hause des Stadtschreibers Wilhelm Deutgen gefeiert. Die Freude über die gewonnene Religionsfreiheit währte allerdings nicht lange: Als Pfalzgraf Wolfgang Wilhelm 1614 aus politischen Gründen Magdalena von Bayern heiratete, wurde er katholisch und ein entschiedener Feind der Evangelischen. Zahlreiche Eingaben dokumentieren Belästigungen und Benachteiligungen. Auch der Gottesdienst wird z. B. 1627 wieder verboten.
Die ersten beiden Prediger stammten aus Flandern: Gerhard Larenius (gest. 1574) und Cornelius Walrave (gest. 1578 in Düren). Ihre Herkunft ist ein Hinweis darauf, dass die ersten Reformierten im Zuge der Flüchtlingsbewegungen nach Düren kamen, die aus den Niederlanden infolge des 80-jährigen Befreiungskrieges (1568–1648) gegen die spanisch-katholischen Besatzer ins Rheinland flohen. Sie waren hier zwar mancherlei Bedrückung ausgesetzt, wurden aber mehr oder weniger geduldet, da sie auch handwerkliche Fähigkeiten ins Land brachten.

## Duisburger Generalsynode wird 1610 in Düren vorbereitet
1610 tagte die „Duisburger Generalsynode“, die erste Synode der niederländischen Flüchtlingsgemeinden am Niederrhein auf der sie sich eine eigene „presbyterial-synodale“ Ordnung gaben, die bis heute die Evangelische Kirche im Rheinland strukturiert. Am vorbereitenden „Dürener Konvent“ nahm ebenso wie an der Generalsynode der in Soller bei Düren geborene Johannes Pütz, gen. Fontanus, teil. Er ist der erste überregional bedeutende evangelische Theologe aus dem Dürener Land, wurde bei Zacharias Ursinus in Heidelberg promoviert, 1578 Feldprediger bei Wilhelm I. von Oranien-Nassau, der die Niederlande in ihrem 80-jährigen Befreiungskrieg von ihrer (katholischen) spanischen Besatzung unterstützte.

## Lutherische und reformierte Gemeinden werden vereinigt
Fast drei Jahrhunderte haben in Düren zwei Gemeinden bestanden: die lutherische und die reformierte. Erst durch die Vakanz der lutherischen Pfarrstelle gegen Ende des 19. Jahrhunderts wurde es möglich, beide zusammenzuführen. Schon 1817 hatte der preußische König Friedrich Wilhelm III. anlässlich des 300-jährigen Reformationsjubiläums die Vereinigung der Gemeinden zu „unierten“ Kirchengemeinden angeordnet. In Düren konnte man sich nicht einigen, und so kam es erst 1886 zum Zusammenschluss, insbesondere durch das Engagement des reformierten Pfarrers Karl F.J. Matthias, der die Vakanzverwaltung in der lutherischen Gemeinde versah.

„Der Kirche des Evangeliums käme es eigentlich zu, in der Arbeit an der sozialen Wohlfahrt des Volkes an führender Stelle zu stehen.“

Der 1853 in Monschau geborene Julius Otto Müller hat die Dürener Gemeinde in der Zeit der Jahrhundertwende über dreißig Jahre geprägt und auch überregional vertreten. Als Vizepräses war er an der Leitung der rheinischen Provinzialkirche beteiligt. Mit seinem Aachener Superintendentkollegen und Präses Wolff gründete er 1908 die „Evangelische Vereinigung für Rheinland und Westfalen“, die in den politisch unruhigen Zeiten vor und im Ersten Weltkrieg eine evangelische Stimme in Gesellschaft und Kirche sein wollte. Ihr Programm formulierte Müller 1909 folgendermaßen: „Die synodale Verfassung unserer Kirche ... bedeutet nicht die Oberherrschaft einer Richtung in der Kirche nach Majoritäten, sondern die Gleichberechtigung ihrer Glieder und die Möglichkeit, zur Geltung zu bringen, was an Gaben und Kräften, an Einsichten und Anregungen in ihr vorhanden ist. Darum steht in unserem Programm ... ‚Schutz der Minoritäten’ [...] Die Kirche soll mit den Kräften des Evangeliums das Volksleben durchwirken, sich um die sittlichen Notstände des Volkes bekümmern. Insofern diese wirtschaftlichen Missständen entspringen, hat sie ihre Aufmerksamkeit auch diesen zuzuwenden und ihre Abstellung nicht nur zu fordern, sondern auch anzubahnen. Nur so kann sie Anspruch darauf erheben, Volkskirche zu werden ... In energischer Bekümmerung um die Armen und Bedrückten, in unumwundener Aussprache der vorhandenen Not- und Mißstände, in kraftvoller und unerschrockener Geltendmachung der evangelischen Gedanken gegenüber allen Ständen hat sie ihren Anteil an der sozialen Aufgabe völliger und wirksamer als bisher zu leisten. Der Kirche des Evangeliums käme es eigentlich zu, in der Arbeit an der sozialen Wohlfahrt des Volkes an führender Stelle zu stehen.“

## Die Dürener Gemeinde im „Dritten Reich“
Das Presbyterium wählte als Nachfolger von J.O. Müller den Hörder Pfarrer Wilhelm-Wester, der die liberale Tradition der Gemeinde fortführte und die Gemeinde in der Zeit der nationalsozialistischen Herrschaft prägen sollte. Die Auseinandersetzungen in der Dürener Gemeinde unterschieden sich nicht wesentlich von denen anderer Gemeinden in dieser Zeit: nämlich zwischen den NS-geprägten „Deutschen Christen“ (DC), der „Bekennenden Kirche“ und Vermittlern zwischen beidem. In der Größeren Gemeindevertretung, dem Entscheidungsgremium, dem z. B. die Pfarrwahl oblag, stellten die DC 75 Prozent der Vertreter. Trotzdem blieben ihre Möglichkeiten begrenzt, was wohl dem kritischen und mäßigenden Wirken Wilhelm Westers u. a. zuzuschreiben ist.
So referierte Wester am 30. März 1933 über die Frage „Was wollen die Deutschen Christen?“ Im April stellte er im Presbyterium die aktuellen „Richtungen innerhalb des Protestantismus“ dar. Ein halbes Jahr danach tagte das Presbyterium allerdings auch gemeinsam mit dem „Führerkreis der Deutschen Christen“. Diese Themen zeigen, dass es intensive Diskussionen in der Gemeinde gegeben hat, zumal sich Westers Kollege Albert Steltmann deutlich zum Nationalsozialismus bekannte, indem er die Kanzel in der Uniform des „Nationalsozialistischen Kraftfahrkorps“ (NSKK) betrat. Am 5. März 1933 predigte er zum Thema „Glaube an Deutschland“. Zum Erntedankfest im Oktober ließ er am Altar der Auferstehungskirche ein großes Hakenkreuz anbringen, „was ihm sichtlich die Verstimmung vieler Gemeindeglieder einbrachte“, wie in einer Notiz bemerkt wird. Ferner habe er „mehrfach Beerdigungen in SA-Uniform durchgeführt“.
Trotz seiner Ablehnung der DC, konnte sich Wilhelm Wester aber auch nicht der „Bekennenden Kirche“ anschließen. Angesichts ihres Diktums „Wer sich von uns trennt, trennt sich vom ewigen Heil“ warf er ihr „Irrlehre im Sinne des Romanismus“ vor. Solcher Dogmatismus widersprach seiner liberalen Grundüberzeugung. Angesichts einer weiteren Zuspitzung der innerkirchlichen Auseinandersetzung schloss sich das Presbyterium im Dezember 1937 dann doch einer Protestnote der BK an.

## Wilhelm Wester: Verbannung und Neuanfang nach dem Krieg
Am 8. Februar 1940 wurde Wester verhaftet. Fast acht Monate blieb Wester in Haft, bevor er aus der „Schutzhaft“ entlassen wurde und das Rheinland und Westfalen verlassen musste. Infolge des Todes beider Söhne im Krieg im April 1944 änderte sich die Situation Westers. Er kam zur Trauerfeier nach Düren und sein Aufenthalt – bei seiner Frau – wurde offensichtlich fortan geduldet. So war er also auch am 16. November in Düren und überlebte die Zerstörung Dürens nur knapp in einem weitgehend zerstörten Keller. Erst am 19. November wurde Düren evakuiert und auch die Gemeinde zerstreute sich in alle Richtungen.
Mitte August 1945 kehrte Westers Kollege Horst Schumann nach der Evakuierung wieder nach Düren zurück und feierte mit etwa 50 Gemeindegliedern den ersten Gottesdienst in der St.-Josefs-Kirche an der Zülpicher Straße, in der auch das Anna-Haupt Aufnahme gefunden hatte. Hier erfuhr die Evangelische Gemeinde ökumenische Gastfreundschaft bis an der Kuhgasse eine eigene Notkirche eingerichtet war. Die Auferstehungskirche, die genau 99 Jahre gestanden hatte, und die Lutherkirche waren im Bombenhagel des 16. November vernichtet worden.
Zu den besonderen Leistungen Westers und der ganzen Gemeinde in der Nachkriegszeit gehörte zuerst die Sammlung der wieder zurückkehrenden Gemeinde, aber auch die Aufnahme unzähliger Flüchtlinge und Vertriebener. Eine erste Etappe war die Einrichtung des Gemeindehauses in der Kuhgasse, vor allem aber die Einweihung der Christuskirche 1954.

## Gesellschaftliche und soziale Herausforderungen
Die Dürener Gemeinde hat ihr gesellschaftspolitisches Profil Jahrhunderte hindurch immer weiterentwickelt – in den 1960er und 1970er Jahren insbesondere durch Peter Beier (1934–1996), dessen „Dürener Theologische Erklärung“ bis heute prägende Kraft in der Gemeinde hat. So hat sie sich in der Aussöhnung mit Polen und anderen osteuropäischen Ländern engagiert, in der Asylpolitik, der Anti-Apartheidsbewegung, Ökologie-Bewegung und den Braunkohle-Protest in der Region mitgetragen.
Diese Debatten haben u. a. Ausdruck gefunden in theologischen Grundlagentexten wie dem „Aufruf für wirtschaftliche, soziale und ökologische Gerechtigkeit“ (2005) und den „Leitlinien zur Mitweltgerechtigkeit“ (2008).